# 交通違反

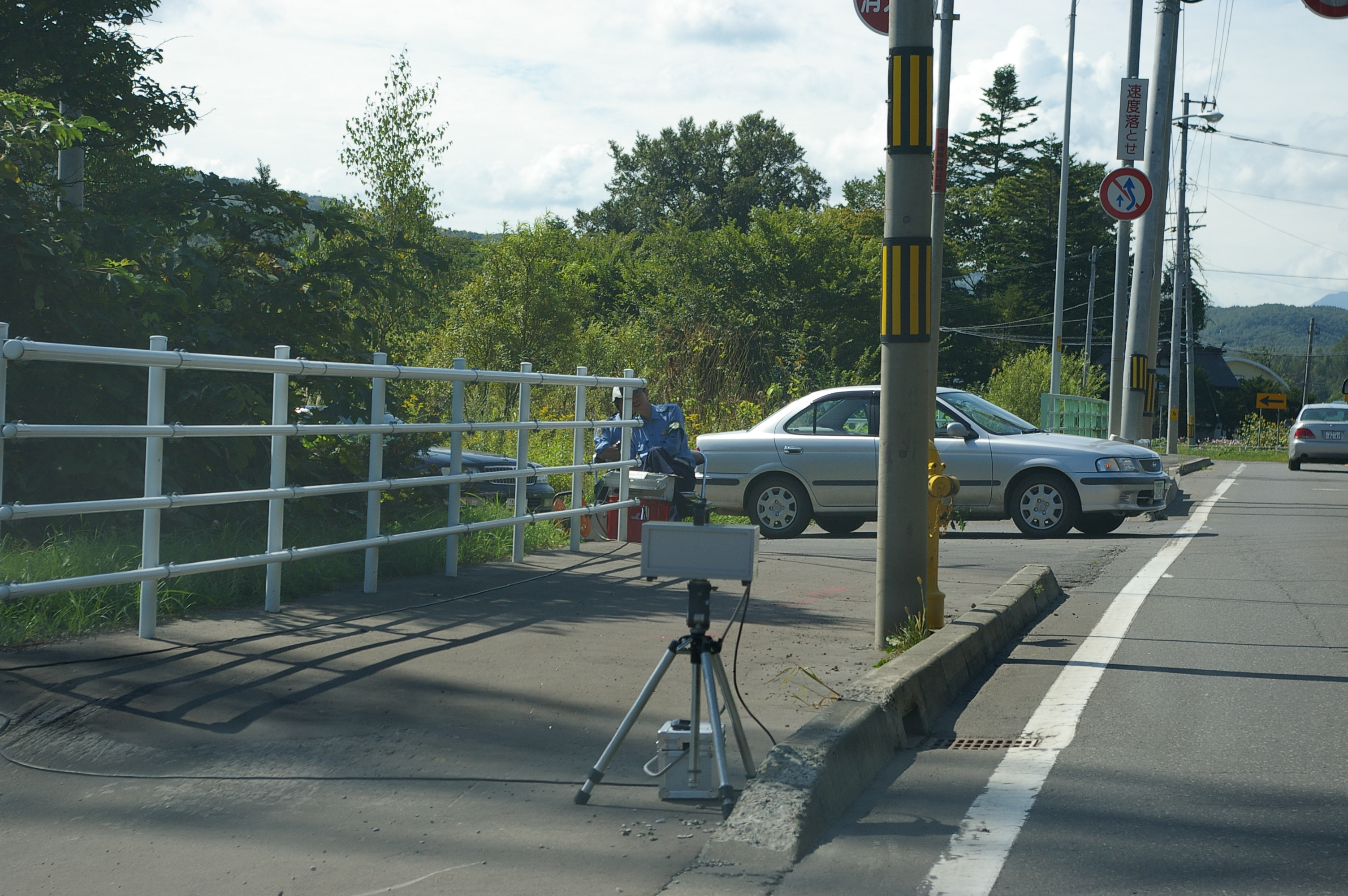
交通取締
(速度違反/写真は測定用の電波式レーダー)の例

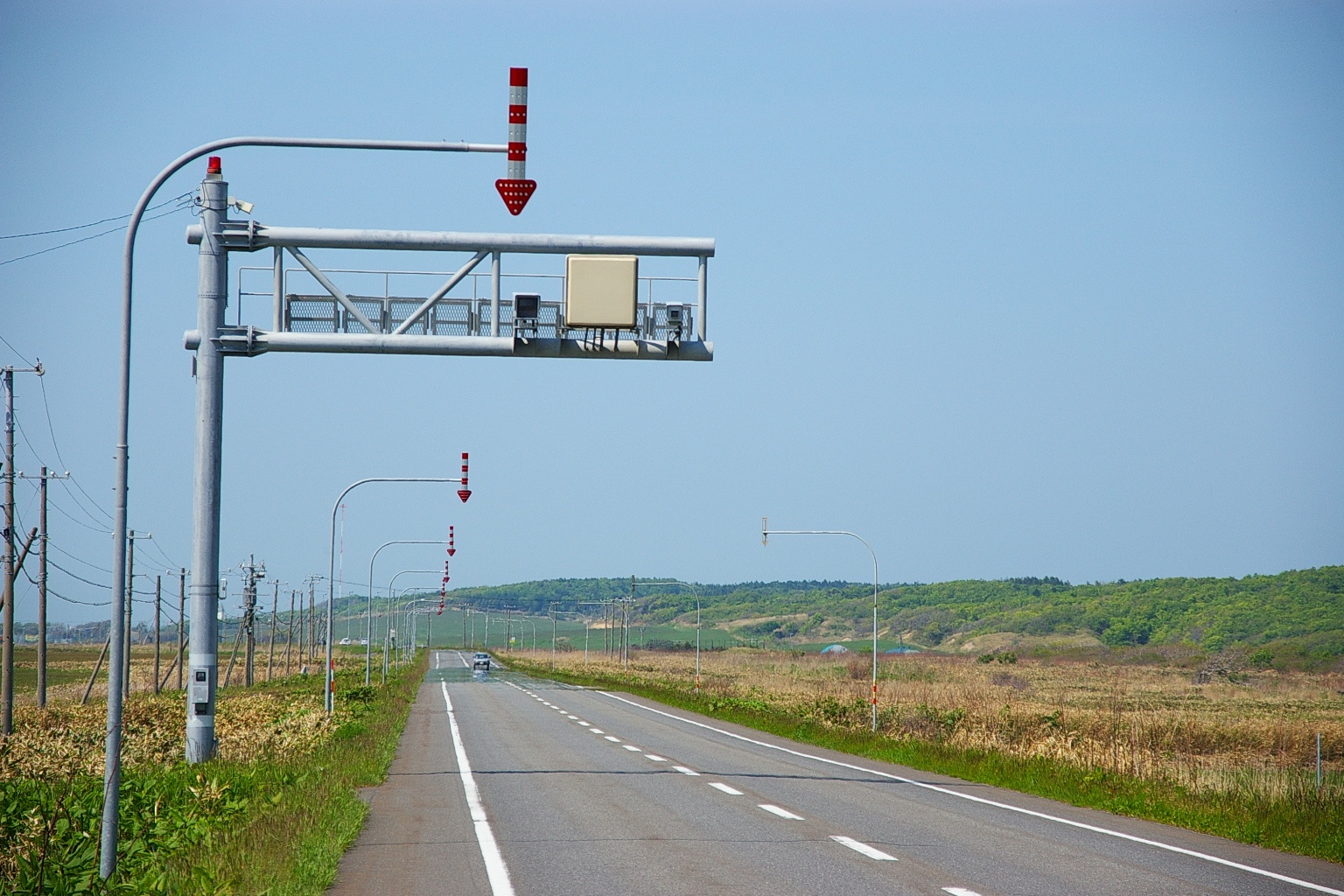
自動速度取締装置のHシステム

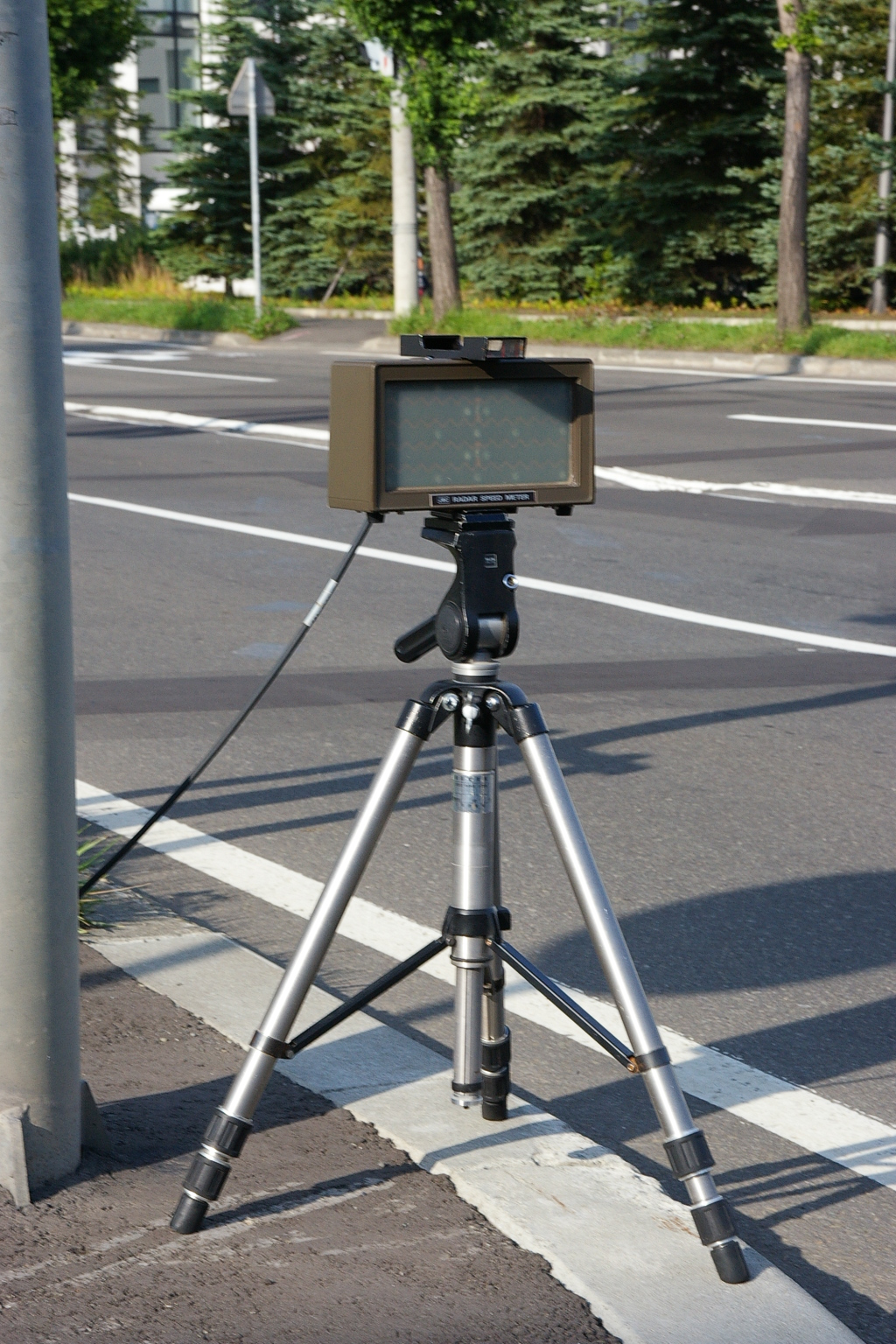
ステルス式速度測定機JMA-220

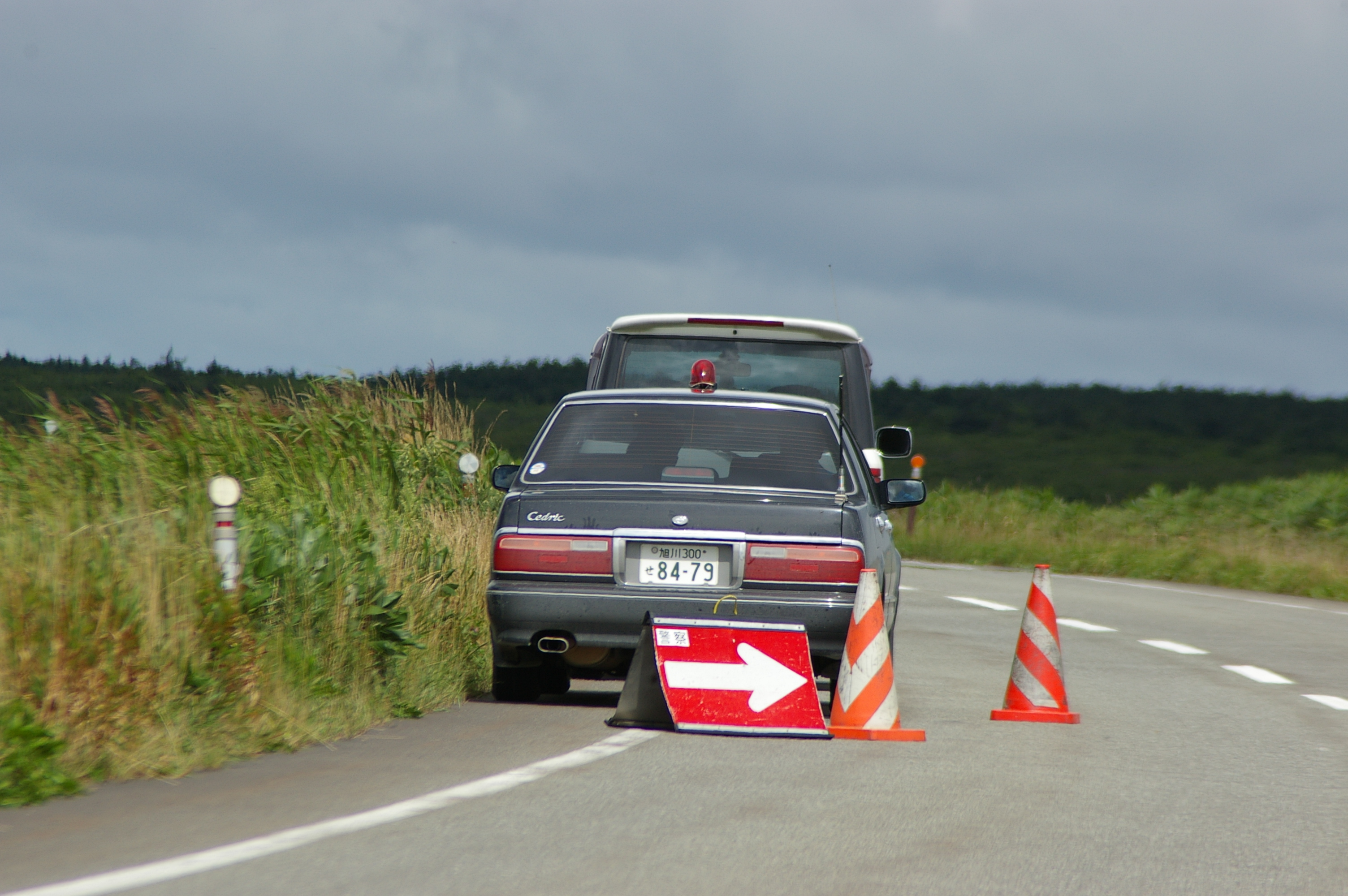
覆面パトカーによる検挙

交通違反（こうつういはん）とは、交通法規に違反することを意味する。

## 日本
警察官の現認ならびにオービスに代表される取締機の感知により、交通違反の取締りが行われる。違反者は、違反の軽重に応じて違反点数が加算され、累計点数が一定基準を超えると、違反者講習の受講義務、一定期間の免許停止・免許取り消し等の行政処分、ならびに点数に応じた刑事処分を受ける（軽微なものについては下に説明する反則金制度によって刑事罰が免除）。違反が重大・悪質である場合、罰金や拘禁刑、車両の差し押さえなどの刑罰を受ける。

比較的軽微な違反行為の場合は反則金が課せられる。これは一種の行政手続であり、一定期間内に反則金を納付すれば一切の刑事処分は免除される。反則金の支払いは任意であり、反則金を納付しない場合には通常の刑事手続に移行し、裁判による司法判断を仰ぐ権利を有している。この場合、警察が収集した違反事実の証拠が検察に送られ、起訴されることになる。とはいえ、裁判所も膨大な件数の違反者を処理しきれないのが実情であり、簡易処分制度が設けられた所以である。
一方、酒酔い運転や無免許運転、共同危険行為（暴走行為）、大幅な速度超過など重大な違反行為、また違反行為を原因として交通事故を起こした者などについてはこの制度は適用されず、刑事処分の対象となる。
規制対象が一般人に幅広く及び、かつ行政犯としての性質からしばしば実質的な法益に対する危険性の判断とは無関係に機械的に処理されることも多いため、取締りを巡る疑問やトラブルも生じている。

## アメリカ
アメリカ合衆国では、全国的な交通法規はあるものの、運用は州、郡などの自治体が行っていることもあり、交通違反をした場所により罰金などの処罰が異なる。また、警察官に停止を求められた時、警察官が自分の車に来るまで運転席に座っていなければならない義務がある（銃撃を防ぐため）など、日本警察との対応と大きく異なるため日本大使館が注意を呼び掛けている。
飲酒または薬物影響下での運転をDUIといい、通常の交通違反ではなく刑法犯として処罰される。
駐車違反の場合は、フロントガラスに罰金額を記載したチケットが置かれ、その記載された金額を郵送するかクレジットカードで払う必要がある。
走行中の交通違反をMoving Violationといい、パトカーから停止するよう命じられたときは速やかに車道右側に駐車し、車からは降りずに車内で指示を待つ必要がある。
不法滞在者や不法移民が交通違反をきっかけに国外退去処分・強制送還を受けることがある。

## 関連事項
- 自動車/自動二輪車/原動機付自転車/軽車両（自転車など）
- 運転手
- 交通反則通告制度
- 略式手続/交通事件即決裁判手続
- 車両通行帯
- パトロールカー
- 交通違反の一覧
- 運転免許/違反者講習
  - 運転免許試験場
  - 自動車教習所
- 行政処分 (運転免許)